# Donna Caldwell
Donna Caldwell ist eine ehemalige südafrikanische Squashspielerin.

## Karriere
Donna Caldwell spielte insbesondere in den 1980er-Jahren auf der WSA World Tour. Ihre höchste Platzierung in der Weltrangliste erreichte sie mit Rang 24 im Mai 1986. 1983 stand sie im Hauptfeld der Weltmeisterschaft und schied in der ersten Runde gegen Robyn Blackwood in drei Sätzen aus. Sie gewann 1986 und 1988 die südafrikanischen Landesmeisterschaften.

## Erfolge
- Südafrikanische Meisterin: 1986, 1988